# Bulan (Hautes-Pyrénées)
Bulan település Franciaországban, Hautes-Pyrénées megyében. Lakosainak száma 59 fő (2022. január 1.). Bulan Batsère, Arrodets, Asque, Escots, Espèche, Laborde és Lomné községekkel határos.

## Népesség
A település népességének változása:
| Lakosok száma | 60   | 60   | 61   | 63   | 64   | 62   | 61   | 59   |
|               | 2013 | 2015 | 2017 | 2018 | 2019 | 2020 | 2021 | 2022 |